# Blood Bowl (videojuego de 1995)
Blood Bowl es una adaptación en forma de videojuego de estrategia por turnos de 1995 del juego de tablero de Games Workshop, desarrollado originalmente para computadoras MS-DOS por Destiny Software Productions y distribuido por MicroLeague.

## Jugabilidad
El juego es una versión fantástica del fútbol gridiron, con un giro violento en el que los oponentes pueden ser heridos seriamente o asesinados deliberadamente, y sin la capacidad de patear goles de campo. Cada jugador recibe un número fijo de puntos de acción con los cuales actuar. El equipo que anote la mayor cantidad de touchdowns ganará. Esto se puede lograr por medio de lanzamientos y pases, o, alternativamente, debilitando al equipo contrario para que las anotaciones sean más fáciles.
El juego cuenta con ligas, donde el equipo del jugador competirá en las clasificaciones, y podrá contratar agentes libres para mejorar el equipo o reemplazar jugadores muertos.

## Recepción
Dan Bennett de PC Gamer US llamó a Blood Bowl «un juego disfrutable, siempre y cuando no pienses demasiado en lo bueno que pudo haber sido». Él criticó la lentitud de la IA de los oponentes del juego. Sin embargo, concluyó que «para los fanes del juego de mesa, es imprescindible». En Computer Gaming World, Martin E. Cirulis escribió que «Blood Bowl [...] debió haberse beneficiado del vasto trabajo que se ha hecho desarrollando el género [de deportes]. En su lugar, tenemos omisiones extrañas y dificultades que fueron resueltas en la mayoría de los simuladores de fútbol hace años».
El juego fue reseñado en 1995 en la revista número 220 de Dragon por Paul Murphy en la columna del «ojo del monitor». Murphy llama al juego «una decepción», y sugiere que los lectores deberían «jugar el juego de mesa: es mejor».
Blood Bowl ganó el premio al «juego de estrategia del año» de Computer Game Review en 1995, empatado con Heroes of Might and Magic: A Strategic Quest y Gazillionaire.
Next Generation reseñó la versión de PC del juego, calificándola dos estrellas de cinco, y declaró que «este juego pierde una estrella por prometer juego con módem sin cumplir [...] pero era lo que necesitaba el gamer de deportes o estrategia que buscara algo muy diferente».
El juego vendió 40.000 copias en los primeros tres meses de su lanzamiento inicial, recaudando más de $450.000 en ingresos, y tuvo ventas más lentas al año siguiente.